# Zombie Studios
Zombie Inc. fue un desarrollador independiente estadounidense de videojuegos para consolas de videojuegos, PC, móviles y Juegos con base en la web. Fue formado en 1994 por Joanna Alexander y Mark Long, antes el Centro de Investigación Sarnoff. Alexander y Long lo fundaron después de haber completado el diseño de una consola de juegos de realidad virtual para Hasbro en Sarnoff en 1993. Desde entonces, ha diseñado y producido más de 30 juegos originales para su distribución en todo el mundo en prácticamente cualquier plataforma importante - de SEGA 32X para PCs de 64 bits. ha creado una etiqueta de valor en el año 2005 - Juegos de Acción Directa - para diseñar y producir títulos de valor, tanto para PC y consolas.

Los títulos de zombi abarcan una amplia gama de productos que incluyen géneros shooter en primera persona, estrategia en tiempo real, puzle, arcade, aventura, caza, y simulación. Zombie se desarrolla en una amplia variedad de plataformas de juego como Xbox 360, PlayStation 3, PSP, PS2, Xbox, PC y teléfonos móviles.

Entre las relaciones publicitarias de Zombie Están: Bethesda Softworks, Konami, Ubisoft, Activision, Atari, Microsoft, Disney, Real Networks, Novalogic, Take2, America's Army, Zango, Groove Games, Encore Software, Panasonic, Wild Tangent, Sony, BAM, Brash Entreteniement, y Mobliss ingnition Entreteniement.
Tras más de 20 años de funcionamiento, Zombie Studios cerró en enero de 2015, con su 'jubilación propietarios.

## Títulos
- Ice & Fire (1995)
- Locus (1995)
- Zork Nemesis (1996)
- ZPC (1996)
- Spearhead (1998)
- Spec Ops: Rangers Lead the Way (1998)
- Spec Ops: Ranger Team Bravo (1998)
- Body Glove's Bluewater Hunter (1999)
- Spec Ops II: Green Berets (1999)
- Tom Clancy's Rainbow Six: Covert Operations Essentials (2000) (Rogue Spear expansion)
- Alcatraz: Prison Escape (2001)
- Atlantis The Lost Empire: Search for the Journal (2001)
- Atlantis The Lost Empire: Trial by Fire (2001)
- Delta Force: Task Force Dagger (2002)
- Super Bubble Pop (2002)
- Shadow Ops: Red Mercury (2004)
- Saw (2009)
- Blacklight: Tango Down (2010)
- Saw II: Flesh & Blood (2010)
- Shrapnel (TBA)
- Blacklight: Retribution (2012)

## Juegos de acción directa
- Combat: Task Force 121
- World War II Combat: Road to Berlin
- World War II Combat: Iwo Jima
- CQC - Close Quarters Conflict

## Juegos serios
Zombie fue encargado por la Milicia de Estados Unidos opara codesarrollar una serie de juegos de Entrenamiento y Reclutamiento. Algunos juegos fueron totalmente desarrollados por Zombie, algunos fueron codesarrollados con el equipo de desarrollo de la armada de los Estados Unidos y otros fueron codesarrollados con otros Desarrolladores de juegos.
- America's Army: Special Forces (2003)
- Future Force Company Commander (2006)
- Virtual Army Experience
- AH-64D Apache Simulator
- Future Soldier Trainer
- Convoy Trainer
- JROTC First Aid Trainer